# Banco de pruebas
Un banco de pruebas es una plataforma para experimentación de proyectos de gran desarrollo. Los bancos de pruebas brindan una forma de comprobación rigurosa, transparente y repetible de teorías científicas, elementos computacionales, y otras nuevas tecnologías.
El término se usa en varias disciplinas para describir un ambiente de desarrollo que está protegido de los riesgos de las pruebas en un ambiente de producción. Es un método para probar un módulo particular (función, clase, o biblioteca) en forma aislada. Puede ser implementado como un entorno de pruebas, pero no necesariamente con el propósito de verificar seguridad. 
Un banco de pruebas se usa cuando un nuevo módulo se prueba aparte del programa al que luego será agregado. Un framework esqueleto se implementa alrededor del módulo para que el módulo se comporte como si ya formara parte del programa más grande.
Los bancos de pruebas son también páginas en Internet donde el público tiene la oportunidad de probar código CSS o HTML para ver el resultado.